# Wilhelm Ceelen
Wilhelm Ceelen (ur. 21 sierpnia 1883 we Frankfurcie nad Menem, zm. 1964 w Bonn) – niemiecki lekarz patolog. Przedstawił jedne z pierwszych opisów samoistnej hemosyderozy płucnej.

## Życiorys
Studiował na Uniwersytecie Albrechta i Ludwika we Fryburgu, Uniwersytecie Ludwika i Maksymiliana w Monachium oraz Uniwersytecie Fryderyka Wilhelma w Berlinie. Tytuł doktora medycyny otrzymał w 1910 roku. Od 1908 do 1911 asystent w Instytucie Patologicznym w Berlinie u Johannesa Ortha. W 1913 został privatdozentem, w 1917 profesorem nadzwyczajnym. W 1925 otrzymał katedrę anatomii patologicznej na Uniwersytecie w Greifswaldzie, po roku przeniósł się na Uniwersytet w Bonn.

## Wybrane prace
- Über eklamptische Leberveränderungen. Virchows Archiv 201, 3 (1910)
- Über karzinomatöse Entartung eines zystischen Mediastinalteratoms. Virchows Archiv 207, 2 (1912)
- Über das Vorkommen von Vater-Pacini'schen Körperchen am menschlichen Pankreas und über eine krankhafte Veränderung derselben. Virchows Archiv 208, 3 (1912)
- Ein Fibromyom der Samenblase. Virchows Archiv 207, 2 (1912)
- Über Plasmazellen in den Nieren. Virchows Archiv 211, 2 (1913)
- Über tuberkulöse Schrumpfnieren. Virchows Archiv 219, 1 (1915)
- Über Karnifikation in tuberkulösen Lungen. Virchows Archiv 214, 1 (1913)